# Прапор Східноафриканського співтовариства
Прапор Східноафриканського співтовариства — це прапор, який з 2008 року використовує Східноафриканське співтовариство, міжурядова організація, що складається з семи країн у африканському регіоні Великих озер у східній Африці.

## Опис
Закон про герб громади 2003 року визначає символіку прапора. 
- Блакитний: Озеро Вікторія, що символізує єдність держав-партнерів САС.
- Білий, чорний, зелений, жовтий, червоний: символізує різні кольори прапорів кожної з держав-партнерів Східноєвропейського регіону.
- Рукостискання: Східноафриканське співтовариство.
- У центрі: емблема Східноафриканської спільноти .

## Історія
Перша версія прапора була прийнята в 2003 році Законом про емблему спільноти 2003 року, коли спільнота складалася лише з трьох членів: Кенії, Танзанії та Уганди.  У 2007 році Співтовариство розширилося за рахунок Бурунді та Руанди. У 2008 році, щоб врахувати це розширення членства, було прийнято Закон про емблеми громад (з поправками) 2008 року, який змінив емблему, включивши Бурунді та Руанду. 

## Галерея

Прапор Верховної комісії Східної Африки (1948–1961), попередник СAC.